# Lista de municípios de Mato Grosso do Sul por PIB per capita (2013)
Esta página contém uma lista de Produto Interno Bruto per capta (PIB pib per capta) municipais de Mato Grosso do Sul. A lista é ocupada pelos municípios sul-mato-grossenses em relação ao Produto Interno Bruto per capta (PIB per capta) a preços correntes em 2013, segundo o Instituto Brasileiro de Geografia e Estatística (IBGE).O Mato Grosso do Sul é um das 27 unidades federativas do Brasil dividido em 79 municípios. Os cinco maiores pibs per capta do estado são os que ficaram acima de 50 mil reais. Abaixo a relação de todos os Pibs per capta municipais de Mato Grosso do Sul:

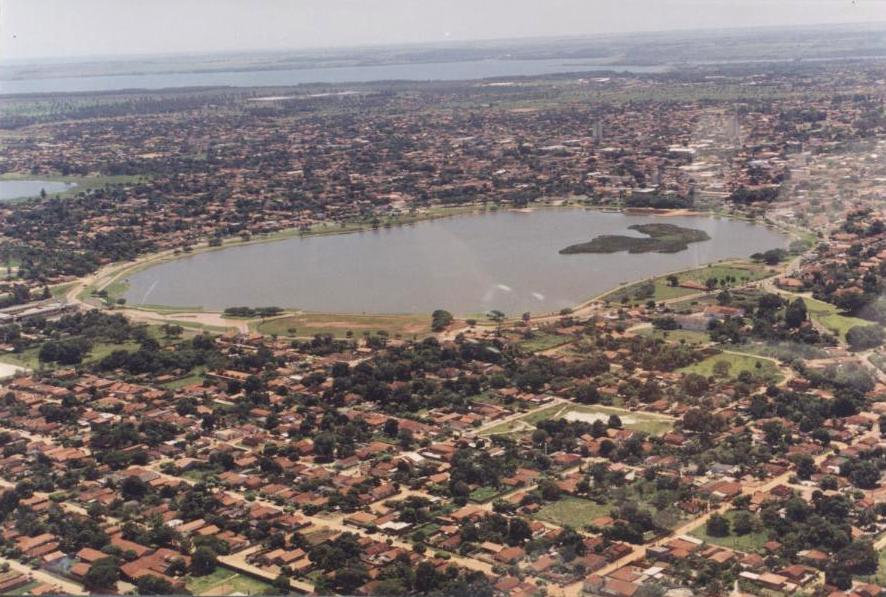
, segunda colocada

| Posição | Município                | PIB per capta (R$) |
| ------- | ------------------------ | ------------------ |
| 1       | Selvíria                 | 254.242,69         |
| 2       | Três Lagoas              | 59.241,77          |
| 3       | Paraíso das Águas        | 57.087,54          |
| 4       | Costa Rica               | 55.995,73          |
| 5       | Chapadão do Sul          | 52.716,20          |
| 6       | Nova Alvorada do Sul     | 45.081,54          |
| 7       | Angélica                 | 43.858,29          |
| 8       | Laguna Carapã            | 43.741,07          |
| 9       | Rio Brilhante            | 43.374,14          |
| 10      | Maracaju                 | 43.101,60          |
| 11      | São Gabriel do Oeste     | 42.997,38          |
| 12      | Aral Moreira             | 41.833,20          |
| 13      | Brasilândia              | 36.965,34          |
| 14      | Sonora                   | 33.853,13          |
| 15      | Aparecida do Taboado     | 33.659,00          |
| 16      | Jateí                    | 33.629,72          |
| 17      | Água Clara               | 33.498,72          |
| 18      | Bandeirantes             | 33.406,78          |
| 19      | Caarapó                  | 32.177,97          |
| 20      | Nova Andradina           | 28.628,57          |
| 21      | Batayporã                | 27.342,90          |
| 22      | Taquarussu               | 27.310,47          |
| 23      | Dourados                 | 26.908,71          |
| 24      | Ribas do Rio Pardo       | 26.451,47          |
| 25      | Novo Horizonte do Sul    | 26.320,89          |
| 26      | Alcinópolis              | 26.133,98          |
| 27      | Corumbá                  | 25.923,22          |
| 28      | Ivinhema                 | 25.402,78          |
| 29      | Campo Grande             | 24.839,24          |
| 30      | Naviraí                  | 24.030,21          |
| 31      | Bataguassu               | 23.312,52          |
| 32      | Inocência                | 23.294,32          |
| 33      | Juti                     | 23.125,16          |
| 34      | Vicentina                | 22.816,25          |
| 35      | Bodoquena                | 22.689,22          |
| 36      | Sidrolândia              | 22.009,87          |
| 37      | Eldorado                 | 21.927,83          |
| 38      | Iguatemi                 | 21.479,25          |
| 39      | Rochedo                  | 21.433,85          |
| 40      | Camapuã                  | 21.309,73          |
| 41      | Itaporã                  | 21.304,77          |
| 42      | Ponta Porã               | 21.209,86          |
| 43      | Paranaíba                | 21.083,76          |
| 44      | Bonito                   | 20.853,63          |
| 45      | Anaurilândia             | 20.769,85          |
| 46      | Santa Rita do Pardo      | 20.620,93          |
| 47      | Figueirão                | 20.554,88          |
| 48      | Coxim                    | 20.394,77          |
| 49      | Itaquiraí                | 19.962,27          |
| 50      | Cassilândia              | 19.539,83          |
| 51      | Jaraguari                | 19.252,11          |
| 52      | Mundo Novo               | 18.975,40          |
| 53      | Pedro Gomes              | 18.875,52          |
| 54      | Rio Verde de Mato Grosso | 18.005,48          |
| 55      | Amambai                  | 17.224,77          |
| 56      | Porto Murtinho           | 16.725,97          |
| 57      | Fátima do Sul            | 16.044,42          |
| 58      | Dois Irmãos do Buriti    | 15.656,62          |
| 59      | Caracol                  | 15.641,06          |
| 60      | Deodápolis               | 15.094,16          |
| 61      | Jardim                   | 15.040,39          |
| 62      | Douradina                | 14.877,15          |
| 63      | Terenos                  | 14.814,54          |
| 64      | Antônio João             | 14.762,53          |
| 65      | Corguinho                | 14.719,02          |
| 66      | Bela Vista               | 14.605,25          |
| 67      | Guia Lopes da Laguna     | 14.583,12          |
| 68      | Sete Quedas              | 14.562,65          |
| 69      | Aquidauana               | 14.219,87          |
| 70      | Rio Negro                | 13.993,39          |
| 71      | Tacuru                   | 13.676,32          |
| 72      | Miranda                  | 13.572,34          |
| 73      | Nioaque                  | 12.888,54          |
| 74      | Glória de Dourados       | 12.662,14          |
| 75      | Anastácio                | 11.756,83          |
| 76      | Coronel Sapucaia         | 10.643,63          |
| 77      | Ladário                  | 10.369,66          |
| 78      | Japorã                   | 10.013,00          |
| 79      | Paranhos                 | 9.076,80           |